# Discovery Travel & Living
Discovery Travel & Living — бывший международный познавательный телеканал о интерьере, еде и многом другом. Начал вещание 1 октября 1998 года, закрыт 1 февраля 2019 года.

## Неполная история
- 1 апреля 2005 года был создан телеканал, в котором были познавательные и другие передачи собственного производства (например: о еде, интерьере, путешествиях, домах и многое другое).
- 14 января 2011 года телеканал прекратил своё вещание в связи с созданием нового телеканала TLC.

## Логотип
С момента начала и конца вещания логотип никогда не менялся.
- С 1 апреля 2005 по 14 января 2011 года логотипом представлял собой прямоугольник тёмно-красно-розового цвета, слева тёмно-синий квадрат с изображением земного шара и под ним подпись Discovery красно-розового цвета, справа с аббревиатурой «TL» было написано Travel сверху и снизу & Living. Находился в правом верхнем углу.